# Cleveland Browns 1976
La stagione 1976 dei Cleveland Browns è stata la 27ª della franchigia nella National Football League. La squadra concluse con un record di 9-5, terminando terza nella AFC Central division e mancando l'accesso ai playoff per il quarto anno consecutivo.

## Calendario
| Stagione regolare |              |                         |           |        |                      |          |         |
| Turno             | Data         | Avversario              | Risultato | Record | Stadio               | Pubblico | Sintesi |
| 1                 | 12 settembre | New York Jets           | V 38–17   | 1–0    | Cleveland Stadium    | 67,496   | Recap   |
| 2                 | 19 settembre | at Pittsburgh Steelers  | S 14–31   | 1–1    | Three Rivers Stadium | 49,169   | Recap   |
| 3                 | 26 settembre | at Denver Broncos       | S 13–44   | 1–2    | Mile High Stadium    | 62,775   | Recap   |
| 4                 | 3 ottobre    | Cincinnati Bengals      | S 24–45   | 1–3    | Cleveland Stadium    | 75,817   | Recap   |
| 5                 | 10 ottobre   | Pittsburgh Steelers     | V 18–16   | 2–3    | Cleveland Stadium    | 76,411   | Recap   |
| 6                 | 17 ottobre   | at Atlanta Falcons      | V 20–17   | 3–3    | Atlanta Stadium      | 33,364   | Recap   |
| 7                 | 24 ottobre   | San Diego Chargers      | V 21–17   | 4–3    | Cleveland Stadium    | 60,018   | Recap   |
| 8                 | 31 ottobre   | at Cincinnati Bengals   | S 6–21    | 4–4    | Riverfront Stadium   | 54,776   | Recap   |
| 9                 | 7 novembre   | at Houston Oilers       | V 21–7    | 5–4    | Astrodome            | 39,828   | Recap   |
| 10                | 14 novembre  | Philadelphia Eagles     | V 24–3    | 6–4    | Cleveland Stadium    | 62,120   | Recap   |
| 11                | 21 novembre  | at Tampa Bay Buccaneers | V 24–7    | 7–4    | Tampa Stadium        | 36,930   | Recap   |
| 12                | 28 novembre  | Miami Dolphins          | V 17–13   | 8–4    | Cleveland Stadium    | 74,715   | Recap   |
| 13                | 5 dicembre   | Houston Oilers          | V 13–10   | 9–4    | Cleveland Stadium    | 56,025   | Recap   |
| 14                | 12 dicembre  | at Kansas City Chiefs   | S 14–39   | 9–5    | Arrowhead Stadium    | 34,340   | Recap   |

Note: gli avversari della propria division sono in grassetto.

## Classifiche
| AFC Central            |    |   |   |      |      |     |     |     |     |
|                        | V  | S | P | %    | CONF | DIV | PF  | PS  | STR |
| Pittsburgh Steelers(3) | 10 | 4 | 0 | .714 | 5–1  | 9–3 | 342 | 138 | V9  |
| Cincinnati Bengals     | 10 | 4 | 0 | .714 | 4–2  | 8–4 | 335 | 210 | V1  |
| Cleveland Browns       | 9  | 5 | 0 | .643 | 3–3  | 7–5 | 267 | 287 | S1  |
| Houston Oilers         | 5  | 9 | 0 | .357 | 0–6  | 3–9 | 222 | 273 | S2  |